# Babylon 5: Das Tor zur 3. Dimension
Babylon 5: Das Tor zur 3. Dimension ist ein US-amerikanischer Science-Fiction-Film aus dem Jahr 1998. Er ist der zweite von fünf Filmen aus der Babylon-Fernsehfilmreihe. Der Film wurde in Deutschland am 4. November 1999 auf VHS veröffentlicht.

## Handlung
Mitte 2261: Während einer Routinemission wird im Hyperraum ein riesiges Gebilde entdeckt, das scheinbar bereits seit mehreren tausend Jahren dort treibt. Von Neugier getrieben wird es bei Babylon 5 in den Normalraum zurückgeschleppt, wo man beginnt, das Artefakt mit Hilfe der Interplanetaren Expeditionen genauer zu untersuchen. Als es jedoch beginnt, die Bewohner der Station telepathisch zu beeinflussen, gerät die Situation außer Kontrolle. Durch einen angeschlossenen Generatorblock wird das uralte Relikt reaktiviert und öffnet ein Portal in den sogenannten Drittraum, in dem bereits eine unbekannte Armada nur darauf wartet, den Durchgang zu passieren, um alles Leben auszulöschen.

## Wissenswertes
„Das Tor zur 3. Dimension“ trägt in der deutschen Version einen etwas ungewöhnlich gewählten Titel, da „Thirdspace“ im Film selbst mit „Drittraum“ übersetzt wurde und sich so mit dem Titel ein wenig widerspricht.
Der genaue Zeitpunkt der Handlung dieses Films ist unter Fans mehr oder weniger umstritten. So kursiert beispielsweise unter anderem die Meinung, dass sich die einzige mögliche Position genau zwischen zwei Szenen einer Episode befindet.
Bruce Boxleitner und Clyde Kusatsu spielten fünfzehn Jahre vorher zwei der Hauptrollen in der TV-Serie Frank Buck – Abenteuer in Malaysia. Boxleitner spielte den namensgebenden Helden Frank Buck und Kusatsu seinen Freund und Assistent Ali.